# Gehyra dubia
Gehyra dubia е вид влечуго от семейство Геконови (Gekkonidae).

## Разпространение
Видът е разпространен в Австралия (Куинсланд и Северна територия).